# 여자 농구 챌린지컵
KDB금융그룹 2013 여자농구 챌린지컵 대회는 2013년 1월 13일부터 1월 19일까지 경산 실내체육관에서 진행되며 프로와 아마가 아우르는 농구대회로 프로 6개 구단과 실업 3개 구단, 대학 7개 팀이 프로, 아마추어 총 16개 팀이 여자 농구 챌린지 컵에 참가한다.

## 경기방식
- 16개 팀이 4개 조로 나누어 조별리그로 예선전을 진행하며 각 조 1위 팀이 결선에 진출한다.
- 경기 규칙은 WKBL 규칙이 적용된다. (이 이외의 규정은 FIBA에서 정한 규정에 따라 처리한다.)
- 선수 등록 : 프로팀은 WKBL 선수등록 규정에 따라 등록된 선수가 출전가능하며 외국인 선수는 출전이 금지되며, 아마추어 팀은 출전 등록 선수가 모두 경기에 출전 할 수 있다.
- 프로팀 선수는 2012년 10월 12일 ~ 12월 31일 기준 최다 출전 시간으로 BEST 5를 제외 하고 BEST 5 중 1명은 와일드 카드로 출전 할 수 있다.

## 참가 팀
프로팀
- 청주 KB 스타즈
- 구리 KDB생명 위너스
- 용인 삼성생명 블루밍스
- 안산 신한은행 에스버드
- 춘천 우리은행 한새
- 부천 하나 외환

실업팀
- 동아백화점
- 김천시청
- 부산시체육회

대학팀
- 단국대학교
- 극동대학교
- 수원대학교
- 용인대학교
- 광주대학교
- 한림성심대학교
- 전주비전대학교

## 조별리그

### A조
| 순위 | 구단                   | 승 | 패 | 비교          |
| ---- | ---------------------- | -- | -- | ------------- |
| 1    | 청주 KB 스타즈         | 2  | 1  | 결선전 진출   |
| 2    | 안산 신한은행 에스버드 | 2  | 1  | 조별리그 탈락 |
| 3    | 춘천 우리은행 한새     | 2  | 1  | 조별리그 탈락 |
| 4    | 단국대학교             | 0  | 3  | 조별리그 탈락 |

Game 1
| 2013년 1월 13일 10:00 |

|  |

| 춘천 우리은행 한새 vs. 단국대학교 |

Game 2
| 2013년 1월 13일 17:30 |

|  |

| 안산 신한은행 에스버드 vs. 청주 KB 스타즈 |

Game 3
| 2013년 1월 14일 14:30 |

|  |

| 단국대학교 vs. 안산 신한은행 에스버드 |

Game 4
| 2013년 1월 15일 11:30 |

|  |

| 청주 KB 스타즈 vs. 단국대학교 |

Game 5
| 2013년 1월 15일 16:00 |

|  |

| 안산 신한은행 에스버드 vs. 춘천 우리은행 한새 |

Game 6
| 2013년 1월 16일 13:00 |

|  |

| 춘천 우리은행 한새 vs. 청주 KB 스타즈 |

※ 청주 KB 스타즈, 안산 신한은행 에스버드, 춘천 우리은행 한새 동률(2승 1패)을 이뤘지만 골득실치이로 청주 KB 스타즈가 결선전 진출함. (2위 : 안산 신한은행 에스버드, 3위 : 춘천 우리은행 한새)
| 구단                   | 득점 | 실점 | 차이 |
| ---------------------- | ---- | ---- | ---- |
| 청주 KB 스타즈         | 227  | 181  | +46  |
| 안산 신한은행 에스버드 | 234  | 198  | +36  |
| 춘천 우리은행 한새     | 234  | 204  | +34  |

### B조
| 순위 | 구단       | 승 | 패 | 비교          |
| ---- | ---------- | -- | -- | ------------- |
| 1    | 동아백화점 | 3  | 0  | 결선전 진출   |
| 2    | 용인대학교 | 2  | 1  | 조별리그 탈락 |
| 3    | 수원대학교 | 1  | 2  | 조별리그 탈락 |
| 4    | 극동대학교 | 0  | 3  | 조별리그 탈락 |

Game 1
| 2013년 1월 13일 11:30 |

|  |

| 동아백화점 vs. 수원대학교 |

Game 2
| 2013년 1월 13일 16:00 |

|  |

| 극동대학교 vs. 용인대학교 |

Game 3
| 2013년 1월 14일 13:00 |

|  |

| 수원대학교 vs. 극동대학교 |

Game 4
| 2013년 1월 15일 10:00 |

|  |

| 극동대학교 vs. 동아백화점 |

Game 5
| 2013년 1월 15일 17:30 |

|  |

| 용인대학교 vs. 수원대학교 |

Game 6
| 2013년 1월 16일 14:30 |

|  |

| 동아백화점 vs. 용인대학교 |

### C조
| 순위 | 구단                   | 승 | 패 | 비교          |
| ---- | ---------------------- | -- | -- | ------------- |
| 1    | 용인 삼성생명 블루밍스 | 3  | 0  | 결선전 진출   |
| 2    | 부천 하나 외환         | 2  | 1  | 조별리그 탈락 |
| 3    | 광주대학교             | 1  | 1  | 조별리그 탈락 |
| 4    | 한림성심대학교         | 0  | 3  | 조별리그 탈락 |

Game 1
| 2013년 1월 13일 14:30 |

|  |

| 광주대학교 vs. 용인 삼성생명 블루밍스 |

Game 2
| 2013년 1월 14일 11:30 |

|  |

| 용인 삼성생명 블루밍스 vs. 부천 하나 외환 |

Game 3
| 2013년 1월 14일 16:00 |

|  |

| 한림성심대학교 vs. 광주대학교 |

Game 4
| 2013년 1월 15일 13:00 |

|  |

| 부천 하나 외환 vs. 한림성심대학교 |

Game 5
| 2013년 1월 16일 10:00 |

|  |

| 한림성심대학교 vs. 용인 삼성생명 블루밍스 |

Game 6
| 2013년 1월 16일 16:00 |

|  |

| 광주대학교 vs. 부천 하나 외환 |

### D조
| 순위 | 구단                | 승 | 패 | 비교          |
| ---- | ------------------- | -- | -- | ------------- |
| 1    | 구리 KDB생명 위너스 | 3  | 0  | 결선전 진출   |
| 2    | 김천시청            | 2  | 1  | 조별리그 탈락 |
| 3    | 부산시체육회        | 1  | 2  | 조별리그 탈락 |
| 4    | 전주비전대학교      | 0  | 3  | 조별리그 탈락 |

Game 1
| 2013년 1월 13일 13:00 |

|  |

| 전주비전대학교 vs. 부산시체육회 |

Game 2
| 2013년 1월 14일 10:00 |

|  |

| 김천시청 vs. 전주비전대학교 |

Game 3
| 2013년 1월 14일 17:30 |

|  |

| 부산시체육회 vs. 구리 KDB생명 위너스 |

Game 4
| 2013년 1월 15일 14:30 |

|  |

| 구리 KDB생명 위너스 vs. 김천시청 |

Game 5
| 2013년 1월 16일 11:30 |

|  |

| 전주비전대학교 vs. 구리 KDB생명 위너스 |

Game 6
| 2013년 1월 16일 17:30 |

|  |

| 김천시청 vs. 부산시체육회 |

## 결선전 (토너먼트)
|  | 준결승전                     | 준결승전               |                              |    | 결승전 | 결승전 |
|  |                              |                        |                              |    |        |        |
|  | Game 1 2013년 1월 17일 15:00 |                        |                              |    |        |        |
|  |                              |                        |                              |    |        |        |
|  | 청주 KB 스타즈               | 74                     |                              |    |        |        |
|  | 청주 KB 스타즈               | 74                     | Game 3 2013년 1월 19일 16:00 |    |        |        |
|  | 동아백화점                   | 66                     |                              |    |        |        |
|  | 동아백화점                   | 66                     | 청주 KB 스타즈               | 68 |        |        |
|  | Game 2 2013년 1월 17일 17:00 |                        | 청주 KB 스타즈               | 68 |        |        |
|  |                              | 용인 삼성생명 블루밍스 | 79                           |    |        |        |
|  | 용인 삼성생명 블루밍스       | 용인 삼성생명 블루밍스 | 79                           | 80 |        |        |
|  | 용인 삼성생명 블루밍스       |                        |                              | 80 |        |        |
|  | 구리 KDB생명 위너스          | 69                     |                              |    |        |        |
|  | 구리 KDB생명 위너스          | 69                     |                              |    |        |        |

### 준결승
Game 1
| 2013년 1월 17일 15:00 |

|  |

| 청주 KB 스타즈 vs. 동아백화점 |

Game 2
| 2013년 1월 17일 17:00 |

|  |

| 용인 삼성생명 블루밍스 vs. 구리 KDB생명 위너스 |

### 결승전
| 2013년 1월 19일 16:00 |

|  |

| 청주 KB 스타즈 vs. 용인 삼성생명 블루밍스 |

| KDB금융그룹 2013 여자 농구 챌린지컵 우승                                  |
| ------------------------------------------------------------------------- |
| 용인 삼성생명 블루밍스 첫 번째 우승 MVP : 이선화 (용인 삼성생명 블루밍스) |